# ギャザリング (アニメ制作会社)
ギャザリング株式会社（英: GATHERING Co.,Ltd.）は、かつて存在した日本のアニメ制作会社。ギャザリングホールディングス株式会社の完全子会社であった。

## 歴史

### 初代
日商岩井（後の双日）、ドリームインキュベータ、GONZOを経て2009年8月までDLEの取締役を務めていた戸田和宏が、同年9月に設立。
2012年4月、アニメーション制作会社旭プロダクションと資本業務提携を発表。2012年12月、本社を東京都千代田区に移転。
2015年9月、ギャザリングホールディングス株式会社に商号変更。

### 2代目
初代法人の持株会社に合わせ、2015年9月に設立。
2018年12月、Karasfilms株式会社と合併。2019年7月1日、本社を東京都港区に移転。
2022年2月末付でギャザリングホールディングスに吸収合併され解散した。

## 作品履歴

### テレビアニメ
| 開始年 | 放送期間         | タイトル                                              | 監督       | アニメーション プロデューサー | 備考 |
| ------ | ---------------- | ----------------------------------------------------- | ---------- | ----------------------------- | --- |
| 2010年 | 7月 - 9月        | 殿といっしょ                                          | まんきゅう | N/A                           | |
| 2010年 | 11月             | カッコカワイイ宣言!                                   | まんきゅう | N/A                           | |
| 2011年 | 4月 - 6月        | 殿といっしょ 〜眼帯の野望〜                           | まんきゅう | N/A                           | |
| 2011年 | 4月 - 6月        | 30歳の保健体育                                        | まんきゅう | 高田真宏                      | |
| 2014年 | N/A              | ぐでたま ショートアニメ                               | N/A        | N/A                           | TBS系情報番組『あさチャン!』内コーナー「ぐでたまチャンス」にて放送                                           |
| 2015年 | 4月 - 6月        | BAR 嫌われ野菜                                        | まんきゅう | N/A                           | |
| 2016年 | 4月 - 2017年3月  | プロミンず                                            | N/A        | N/A                           | TBSのアニメ『カミワザ・ワンダ』内で放送                                                                      |
| 2016年 | 7月 - 9月        | ばなにゃ                                              | 矢立きょう | 清水香梨子                    | アニメーション制作協力：トムス・エンタテインメント                                                           |
| 2016年 | 10月 - 2017年9月 | ザックリTV                                            | 春日森春木 | 清水香梨子                    | |
| 2017年 | 4月 - 6月        | アイドルマスター シンデレラガールズ劇場               | まんきゅう | 清水香梨子                    | 第1期、アニメーション制作協力：レスプリ                                                                      |
| 2017年 | 10月 - 12月      | アイドルマスター シンデレラガールズ劇場               | まんきゅう | 清水香梨子                    | 第2期、アニメーション制作協力：レスプリ                                                                      |
| 2017年 | N/A              | こぎみゅん                                            | 矢立きょう | N/A                           | |
| 2018年 | 7月 - 9月        | アイドルマスター シンデレラガールズ劇場（第3期）      | まんきゅう | 清水香梨子                    | アニメーション制作協力：レスプリ                                                                             |
| 2018年 | 10月 - 2019年3月 | おこしやす、ちとせちゃん                              | 矢立きょう | N/A                           | アニメーション制作協力：レスプリ                                                                             |
| 2019年 | 4月 - 6月        | アイドルマスター シンデレラガールズ劇場 CLIMAX SEASON | まんきゅう | 清水香梨子                    | アニメーション制作協力：レスプリ                                                                             |
| 2019年 | 10月 - 12月      | ばなにゃ ふしぎななかまたち                           | 矢立きょう | 清水香梨子 久保雄輔           | テレビ東京系「きんだーてれび」内で放送 共同制作：トムス・エンタテインメント アニメーション制作協力：レスプリ |

### 劇場アニメ
| 公開年 | タイトル       | 監督       |
| ------ | -------------- | ---------- |
| 2013年 | どーにゃつ     | まんきゅう |
| 2017年 | 恋するシロクマ | 市川量也   |

### OVA
| 発売年 | タイトル     | 監督       |
| ------ | ------------ | ---------- |
| 2010年 | 殿といっしょ | まんきゅう |
| 2010年 | 青春鉄道     | まんきゅう |

### Webアニメ
| 配信年 | タイトル                                                       | 監督       | アニメーション プロデューサー | 備考    |
| ------ | -------------------------------------------------------------- | ---------- | ----------------------------- | ------- |
| 2011年 | カッコカワイイ宣言!（第2期）                                   | まんきゅう | N/A                           |         |
| 2011年 | いぬまるだしっ                                                 | N/A        | N/A                           |         |
| 2013年 | ぷちます! -プチ・アイドルマスター-                             | まんきゅう | 清水香梨子                    |         |
| 2014年 | ぷちます!! -プチプチ・アイドルマスター-                        | まんきゅう | 清水香梨子                    |         |
| 2015年 | 弱酸性ミリオンアーサー                                         | まんきゅう | 清水香梨子                    | -2019年 |
| 2015年 | 磯部磯兵衛物語                                                 | まんきゅう | N/A                           |         |
| 2017年 | アイドルマスター シンデレラガールズ劇場 火曜シンデレラシアター | まんきゅう | 清水香梨子                    | -2019年 |

### 制作協力
| 年     | タイトル                                            | 制作元請   | 備考                             |
| ------ | --------------------------------------------------- | ---------- | -------------------------------- |
| 2014年 | ケロロ                                              | サンライズ | フラッシュアニメーション制作協力 |
| 2014年 | ガンダムさん                                        | サンライズ | アニメーション制作協力           |
| 2015年 | 北斗の拳 イチゴ味                                   | 亜細亜堂   | アニメーション協力               |
| 2018年 | タヌキとキツネ                                      | レスプリ   | 制作協力                         |
| 2019年 | 上野さんは不器用                                    | レスプリ   | 制作協力                         |
| 2020年 | アイドルマスター シンデレラガールズ劇場 Extra Stage | ゼロジー   | エンディングアニメーション制作   |